# Hello Rockview
Hello Rockview è il secondo album del gruppo ska punk statunitense Less Than Jake con una major discografica. Pubblicato il 6 ottobre 1998, è il secondo e ultimo disco pubblicato con la Capitol Records. Successivamente, anche l'album seguente, Borders & Boundaries, avrebbe dovuto essere pubblicato dalla Capitol.

## Tracce
1. Last One Out of Liberty City – 2:01
2. Help Save the Youth of America from Exploding – 2:54
3. All My Best Friends Are Metalheads – 3:31
4. Five State Drive – 2:49
5. Nervous in the Alley – 2:54
6. Motto – 3:14
7. History of a Boring Town – 3:22
8. Great American Sharpshooter – 1:28
9. Danny Says – 2:51
10. Big Crash – 2:43
11. Theme Song for H Street – 2:44
12. Richard Allen George... no, it's just Cheez – 1:45
13. Scott Farcas Takes it on the Chin – 2:34
14. Al's War – 3:04